# Europees kampioenschap voetbal vrouwen onder 17 - 2010
Het Europees kampioenschap voetbal vrouwen onder 17 van 2010 (kortweg: EK voetbal vrouwen -17) was de 3de editie van het Europees kampioenschap voetbal vrouwen onder 17 en was bedoeld voor speelsters die op of na 1 januari 1993 geboren zijn. Ondanks de leeftijdgrens van 17 jaar mochten ook spelers van 18 jaar meespelen omdat de leeftijdsgrens alleen bij het begin van de kwalificatie voor het EK gold. Het toernooi werd van 22 juni 2010 tot en met 26 juni 2010 in Zwitserland gehouden. In tegenstelling tot andere toernooien was het gastland niet automatisch geplaatst. De titelverdediger was Duitsland. De top 3 van dit EK plaatste zich voor het Wereldkampioenschap voetbal vrouwen onder 17 - 2010. Spanje won de finale.

## Stadions
| Stadion                    | Plaats |
| -------------------------- | ------ |
| Centre sportif de Colovray | Nyon   |

## Gekwalificeerde teams

Gekwalificeerde landen

| Land      | Gekwalificeerd als          | Datum van kwalificatie | Vorige deelnames1 |
| --------- | --------------------------- | ---------------------- | ----------------- |
| Nederland | Winnaar kwalificatiegroep 1 | 13 april 2010          | debuut            |
| Spanje    | Winnaar kwalificatiegroep 2 | 15 april 2010          | debuut            |
| Ierland   | Winnaar kwalificatiegroep 3 | 15 april 2010          | debuut            |
| Duitsland | Winnaar kwalificatiegroep 4 | 15 april 2010          | 2 (2008 ,2009)    |

1 Jaren in het vet betekent dat dat land in dat jaar de competitie won.

## Eindronde
De twee winnaars van de halve finales plaatsen zich direct voor het Wereldkampioenschap voetbal vrouwen onder 17 - 2010 dat wordt gehouden in Trinidad en Tobago. De twee verliezers van de halve finale zullen spelen om de derde plaats om de laatste ticket voor het WK
|  | halve finale 22 juni 2010 | halve finale 22 juni 2010 |       |           | finale 26 juni 2010       | finale 26 juni 2010 |
|  |                           |                           |       |           |                           |                     |
|  |                           |                           |       |           |                           |                     |
|  | Nederland                 | 0                         |       |           |                           |                     |
|  | Spanje                    | 3                         |       |           |                           |                     |
|  |                           |                           |       |           |                           |                     |
|  |                           |                           |       |           |                           |                     |
|  |                           |                           |       |           | Spanje                    | 0 (4)               |
|  |                           | Ierland                   | 0 (1) |           |                           |                     |
|  |                           |                           |       |           |                           |                     |
|  |                           |                           |       |           | derde plaats 26 juni 2010 |                     |
|  |                           |                           |       |           |                           |                     |
|  | Ierland                   | 1                         |       | Nederland | 0                         |                     |
|  | Duitsland                 | 0                         |       |           | Duitsland                 | 3                   |

### Halve finale
|                         |           |           |                                                          |                                                              |
| 22 juni 2010 14:30 CEST | Nederland | 0 - 3     | Spanje                                                   | Centre sportif de Colovray, Nyon Scheidsrechter: Morag Pirie |
| 22 juni 2010 14:30 CEST |           | (Verslag) | Amanda Sampedro 32' Raquel Pinel 52' Paloma Lazaro 90+4' | Centre sportif de Colovray, Nyon Scheidsrechter: Morag Pirie |

|                         |                    |                      |           |                                                                         |
| 22 juni 2010 19:00 CEST | Ierland            | 1 - 0                | Duitsland | Centre sportif de Colovray, Nyon Scheidsrechter: Anastasia Pustovoitova |
| 22 juni 2010 19:00 CEST | Megan Campbell 38' | (Verslag)[dode link] |           | Centre sportif de Colovray, Nyon Scheidsrechter: Anastasia Pustovoitova |

### Wedstrijd voor 3e plaats
|                         |           |           |                                                               |                                                              |
| 26 juni 2010 13:30 CEST | Nederland | 0 - 3     | Duitsland                                                     | Centre sportif de Colovray, Nyon Scheidsrechter: Morag Pirie |
| 26 juni 2010 13:30 CEST |           | (Verslag) | Lena Petermann 23' Melanie Leupolz 56' Silvana Chojnowski 70' | Centre sportif de Colovray, Nyon Scheidsrechter: Morag Pirie |

### Finale
|                         |           |              |         |                                                                         |
| 26 juni 2010 16:30 CEST | Spanje    | 0 - 0 (n.v.) | Ierland | Centre sportif de Colovray, Nyon Scheidsrechter: Anastasia Pustovoitova |
| 26 juni 2010 16:30 CEST | (Verslag) |              |         | Centre sportif de Colovray, Nyon Scheidsrechter: Anastasia Pustovoitova |

|                                                              |       | strafschoppen                                |  |
| Sara Mérida Laura Gutiérrez Amanda Sampedro Ana Maria Catala | 4 – 1 | Rianna Jarrett Jessica Gleeson Ciara O'Brien |  |